# Ил Монте (Ла Специја)
Ил Монте је насеље у Италији у округу Ла Специја, региону Лигурија.
Према процени из 2011. у насељу је живело 7 становника. Насеље се налази на надморској висини од 175 м.